# Sarten

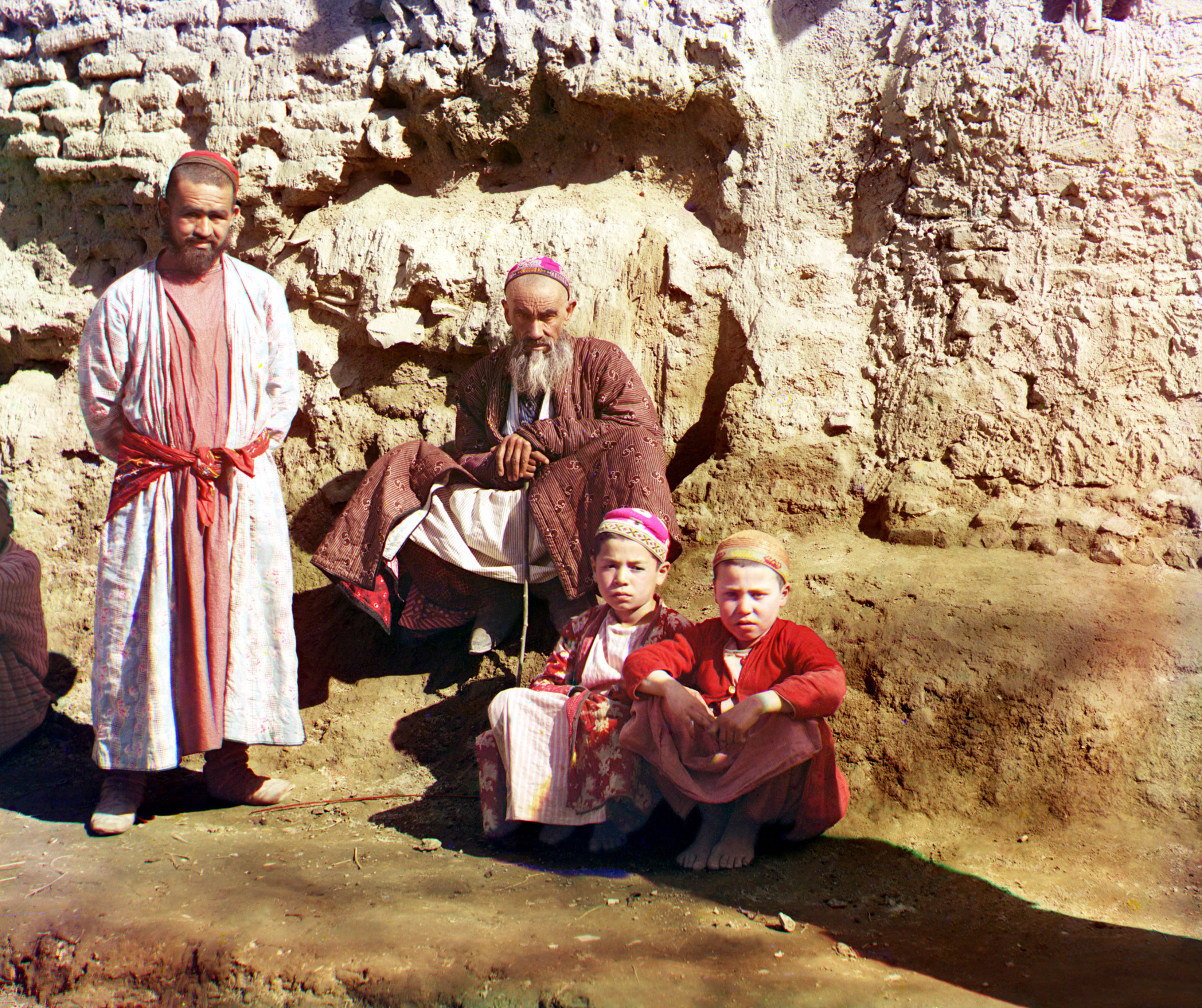
Sarten - foto van Sergej Prokoedin-Gorski, tussen 1905-15

Sarten (Sārt) was een vooral in de 19e eeuw gebruikelijke en in de eerste helft van de 20e eeuw in onbruik geraakte etnologische term voor de Turkssprekende, sedentaire bevolking in het door Rusland gedomineerde deel van Centraal-Azië. 

## Etymologie en geschiedenis van de term
Het woord Sārt, dat in de Turkse literaire taal van Centraal-Azië teruggaat tot de tijd van Mahmud al-Kashgari en Qutadgu Bilig, betekende oorspronkelijk zoiets als koopman. Het wordt beschouwd als een leenwoord uit het Sanskriet en is afgeleid van sārthavāha, wat "karavaanleider" betekent. In het Oud-Turks verschijnt het voor het eerst in de vorm sartbav in de vertaling van een boeddhistische soetra en wordt daar uitgelegd als "leider van de handelaren". Er wordt aangenomen dat het woord via het Sogdisch in het Oud-Turks terechtkwam. 
In de tijd van het Mongoolse Rijk en de periode erna ontwikkelde het zich tot de betekenis Tadzjiek en kon het ook worden herleid tot moslim.

## Etnologische achtergrond van de term
In de tijdens de 19e eeuw door het Russische Rijk veroverde gebieden in Centraal-Azië bestond vanaf de introductie van de schriftelijke traditie een bevolking die voornamelijk Iraanse idiomen gebruikte. Sinds de 2e eeuw v.Chr. stroomden er steeds meer volkeren uit de noordelijke en oostelijke steppegebieden naar dit gebied. De etnische afkomst ervan is vaak onduidelijk en controversieel. Terwijl de eerste golf, vanaf het midden van de 2e eeuw v.Chr., bestond uit volkeren waarvan de Iraanse taal nauwelijks ter discussie staat, kan vanaf de 6e eeuw n.Chr. niet langer worden getwijfeld aan de Turkse etniciteit van de immigranten, temeer zij ook onder deze naam vermeld worden. Terwijl de nomaden van de steppe vanaf nu van Turkse afkomst waren, bleven de Iraanse talen, met name het Sogdisch, overheersen onder de gevestigde bevolking. De hogere klasse paste zich echter aan aan de aristocratie van de steppevolkeren, zodat de term "Turk" ook duidelijk Iraans-sprekende mensen omvatte. Een moslimauteur was bijvoorbeeld van mening dat de taal van de "Turken" niet verschilde van die van de Khorasanen. 
Sinds de islamitische verovering deden zich in deze gebieden twee taalkundige ontwikkelingen voor:
- de verdringing van de lokale Iraanse idiomen in Centraal-Azië door het Nieuw-Perzisch, en
- de daaropvolgende geleidelijke verdringing van de restanten van deze idiomen en van het Nieuw-Perzisch door het Turks.

De oorsprong van het Nieuw-Perzisch is ook te vinden in een pidgintaal, waarbij in de ontwikkeling ervan vanuit het Middel-Perzisch ook het Turks een rol speelde. 
Vóór de Russische verovering werden, naast het Perzisch als onderwijs- en literatuurtaal die ook in de officiële sfeer werd gesproken, verschillende Turkse dialecten gesproken door zowel de sedentaire als de nomadische bevolking. Hierdoor ontstond een dialectcontinuüm met lokale varianten, maar zonder directe etnische binding. Bovendien waren er sinds de vroege middeleeuwen bovenregionale Turkse literaire talen, die in de moderne Turkologie bekend staan als Karakhanidisch (11e – 12e eeuw), Chorasmisch-Turks (13e – 14e eeuw) en Chagatai-Turks (vanaf de 15e eeuw). De taalkundige verschillen die in deze verandering van benaming tot uiting komen, zijn niet alleen te wijten aan de temporele ontwikkeling van de taal, maar ook in aanzienlijke mate aan het feit dat in de loop van de tijd de taal van een ander geografisch politiek centrum stilistisch dominant werd.
Door de immigratie uit de steppegebieden, versterkt door de veroveringen van het Mongoolse Rijk van Dzjengis Khan en zijn opvolgers, werd vanaf de 16e eeuw Turks gesproken. In de 19e eeuw werd het de overheersende taal in Transoxanië, Chorasmië en de aangrenzende gebieden in het noorden.

## Het gebruik van de term na de Oezbeekse verovering
Nadat de Oezbeken in de 16e eeuw Transoxanië en Chorasmië hadden veroverd, noemden ze de onderworpen bevolking, ongeacht of ze Iraans- of Turks-sprekend waren, Sārt. Oorspronkelijk waren de termen Sart en Tadzjiek synoniem, maar de term Sart verwees steeds vaker uitsluitend naar de Turkssprekende sedentaire bevolking. Tegelijkertijd werd het onderscheid tussen de gevestigde, sedentaire Turkssprekende bevolking en de immigranten-Oezbeken steeds vager, omdat de Oezbeken sedentair en geaccultureerd werden.
Tijdens de Russische verovering van Centraal-Azië en tijdens de tsaristische heerschappij in Centraal-Azië, gebruikte het Russische bestuur de term Sarten als etnoniem voor de Turks sprekende, sedentaire bevolking van Centraal-Azië, met name in Ferghana en de regio Syrdarya, in onderscheid tot de Perzisch-sprekende etnische groep van de Tadzjieken.
Onder Russische oriëntalisten bestonden uiteenlopende meningen over de vraag hoe de bevolkingsgroep die Sarten werd genoemd, gekwalificeerd moest worden. Sommigen zagen hen als verturkste leden van de oorspronkelijk Iraanse etniciteit, anderen als een oorsronkelijk Turks-Mongoolse bevolkingsgroep. In het gebied van Buchara werd de term "Sart" door de bevolking afgekeurd, ook vanwege de volksetymologische afleiding van sarı it (in het Nederlands: "gele hond"), maar van Russische kant ondernam men publiekelijk actie tegen de zelfbenaming van deze groepen als "Turk" omdat ze een samengaan met de Ottomaanse Turken vreesden. Ook de zich ontwikkelende lokale intelligentsia verzette zich tegen het gebruik van deze etnische aanduiding.

## In onbruik vanaf begin 20e eeuw
Voor het eerst werd in de volkstelling van 1917 een poging gedaan om de term Sart te schrappen door Oezbeken en Sarten gelijk te stellen. In de loop van de politieke ordening van Centraal-Azië volgens nationale criteria begonnen mensen, in navolging van de lokale intelligentsia, de bevolkingsgroepen die voorheen Sarten werden genoemd, te classificeren als Oezbeken. Toen in 1925 de nationale republieken van de Oezbeken en de Turkmenen werden gesticht, werd de bevolkingsgroep die voorheen bekendstond als Sarten, toegevoegd aan de Oezbeken. In de volkstelling van 1926 werd de Sartische nationaliteit niet langer in de vragenlijsten opgenomen. Daarmee verdwenen de Sarten uit de geschiedenis.
- Library of Congress Control Number: sh85117598
- Nationale Bibliotheek van Israël: 987007558487705171